# Polaris (personaggio)
Polaris, il cui vero nome è Lorna Dane, è un personaggio dei fumetti Marvel Comics creato da Arnold Drake (testi) e Jim Steranko (disegni), apparso per la prima volta nella serie Uncanny X-Men n. 49 (ottobre 1968). È una mutante capace di controllare il magnetismo quasi come lo storico avversario degli X-Men, Magneto. La donna ha difatti sospettato a lungo che questi fosse il suo vero padre, sospetto confermato di recente. La sua ascendenza paterna si credeva la rendesse sorellastra di Pietro e Wanda Maximoff, sempre figli di Magneto, ma si è successivamente venuti a conoscenza che i gemelli Maximoff sono in realtà frutto di esperimenti dell'Alto Evoluzionario. Le frequenti domande sulla sua origine hanno contribuito all'instabilità mentale che per quasi tutta la vita ha complicato la sua lunga relazione con l'X-Man Havok. Polaris è comparsa abbastanza frequentemente negli albi degli X-Men nel corso degli anni, e ha fatto parte del gruppo mutante sponsorizzato dal Pentagono, X-Factor.

## Biografia del personaggio

### Origini

La prima apparizione di Polaris. Disegni di Jim Steranko.

Lorna Dane apparve per la prima volta nella serie Uncanny X-Men, quando il malvagio Mesmero invocò, tramite i propri poteri, tutti i mutanti con abilità latenti residenti in Nord America. Lorna che si stava dirigendo, secondo le istruzioni a San Francisco, luogo del ritrovo, fu soccorsa dall'Uomo Ghiaccio prima che cadesse nelle mani del malvagio. La ragazza ancora confusa e spaventata, venne accompagnata allo Xavier Institute, dove venne accolta con freddezza fino a quando Cerebro e i suoi capelli verdi non rivelarono la sua natura mutante. Poco dopo gli X-Men partirono in missione per capire cosa stava accadendo a San Francisco, mentre Lorna e Uomo Ghiaccio rimasero all'istituto, dove vennero però raggiunti e rapiti dalle truppe di Mesmero. Nella base del nemico, Lorna venne sottoposta a un trattamento volto a stimolatore i suoi poteri mutanti latenti, che portò alla luce le sue abilità magnetiche. A quel punto, Magneto si mostrò come il vero mandante dell'attacco alla città e costrinse Mesmero a condizionare la ragazza facendole credere di essere suo padre, e Lorna che da poco aveva scoperto di essere stata adottata, decise di schierarsi con il padre ritrovato a dispetto di ciò che gli X-Men, accorsi per salvarla, dicevano. Investigando sul passato di Lorna, Uomo Ghiaccio scoprì che i genitori adottivi di Lorna le avevano tenuto nascosto che i suoi veri genitori erano morti in un incidente aereo e quel Magneto altri non era se non un androide costruito da Mesmero. Ascoltando le parole dell'amico, Lorna si schierò di nuovo con gli X-Men e assieme riuscirono a fermare Mesmero e il suo esercito di androidi. Poco tempo dopo, fu invitata a entrare ufficialmente nel team, e per l'occasione dovette scegliere il proprio nome-in-codice. Inizialmente optò per Magnetrix, ma decise presto di cambiarlo. Con il passare del tempo, Bobby cominciò a provare forti sentimenti per Lorna, e venne da lei ricambiato fin quando la ragazza non incontrò il compagno di squadra Alex Summers, fratello minore di Ciclope. I due divennero sempre più uniti, anche perché venivano spesso lasciati indietro nelle missioni per via della loro poca esperienza, e presto si innamorarono rendendo furioso e geloso l'Uomo Ghiaccio che credeva di poter accampare diritti su Lorna. Quando la vecchia e nuova generazione di X-Men combatterono assieme per sconfiggere l'isola mutante Krakoa, Lorna mostrò il pieno potenziale dei propri poteri, anche grazie a Jean Grey che rimosse i blocchi mentali che l'amica si era imposta, riuscendo a frantumare temporaneamente il campo magnetico terrestre e a spedire l'isola nello spazio. Di ritorno dalla missione, la vecchia generazione decise di prendersi un periodo di pausa. Lorna e Alex decisero di abbandonare gli X-Men per dedicarsi agli studi universitari, e più tardi si spostarono dalla Diablo Mountain in California all'isola Muir, dove entrarono a far parte dell'organico della dottoressa Moira MacTaggert.

### Malice
Più tardi, Lorna ricevette una nuova uniforme, quando la sua mente fu sotto controllo dell'agente dello spionaggio Shi'ar Davan Shakari, conosciuto come Erik il Rosso. Fu lui a darle il nome-in-codice di Polaris e a rapirla assieme ad Alex sottoponendoli a un forte lavaggio del cervello. I due furono costretti a lottare contro gli X-Men e a tentare di assassinare il professor Charles Xavier. Dopo una violenta battaglia all'Aeroporto internazionale John F. Kennedy, Polaris fu sconfitta da Tempesta, ma Shakari tentando di fuggire con i due, permise al professor Xavier di liberarli dal suo controllo mentale. Lorna e Alex ritornarono a collaborare saltuariamente con gli X-Men, come sull'isola Muir, dove tempo dopo combatterono contro Proteus, figlio mutante di Moira MacTaggert, che tentò senza successo di possedere Lorna, m solo l'aiuto degli X-Men pose fine alla minaccia del mutante. Dopo la fine dello scontro con Proteus, Lorna e Alex lavorarono per la maggior parte del tempo in modo da finire i loro studi di geofisica in Nuovo Messico. La loro vita tranquilla venne interrotta quando i Marauders di Sinistro li attirarono in un'imboscata, ai tempi del massacro dei Morlocks, e la mente di Lorna fu controllata dall'entità Malice. La matrice energetica di Malice e i poteri di Polaris erano molto compatibili, e ciò fece di lei, per lungo tempo, l'ospite perfetto per la creatura. Lorna, ormai succube e soggiogata da Malice, guidò i Marauders per qualche anno, scontrandosi varie volte con gli X-Men che tentarono senza successo di liberare l'amica dal legame con l'entità che la possedeva. Più tardi, Malice scoprì che la matrice genetica di Lorna la rendeva indissolubilmente legata alla ragazza, poteva possedere altri corpi, ma le era permesso lasciare il corpo di Polaris solo per poco tempo. Quando però Sinistro venne momentaneamente sconfitto dagli X-Men durante la saga Inferno, Lorna riuscì a riprendere possesso del suo corpo liberandosi dall'influenza di Malice e a chiamare in soccorso gli X-Men. Provata dal lungo periodo di possessione contattò gli X-Men nella loro base Australiana, ma questi giunsero troppo tardi e la ragazza venne rapita dai mutati di Terra Selvaggia. Una volta sul posto, venne condotta al cospetto della sacerdotessa Zaladane. Arrivati anche gli X-Men, scoprirono che Zaladane stava ammassando un esercito di nativi della Terra Selvaggia, tramite il controllo esercitato sulla loro mente da Worm, uno dei mutati presenti sul posto. Zaladane (o Zala Dane) rivelò a Lorna di essere la sua sconosciuta sorella da parte di madre e utilizzando una macchina appartenente all'Alto Evoluzionario, strappò a Polaris i suoi poteri magnetici per trasferirli alla sua persona, con la conseguente (e permanente) scissione fra l'entità di Malice e quella della ragazza. Dopo la fine del processo, si attivò la mutazione secondaria di Lorna che le permise di crescere in altezza, diventare invulnerabile e guadagnare una forza sovrumana. La ragazza combatté a fianco degli X-Men, e nella confusione che seguì, Zaladane riuscì a fuggire (anche se poi peri per mano di Magneto). Dopo la fine dello scontro, gli X-Men vennero ricondotti in Australia dal teleporta Gateaway mentre Lorna si ritrovò a dover tornare da sola nel mondo civile. Durante il viaggio di ritorno, si accorse che la sua presenza aumentava la violenza e la rabbia nelle persone che la circondavano, comprendendo che per qualche strana ragione era diventata una specie di focolaio per le emozioni negative. Preoccupata di ciò, si rifugiò sull'Isola Muir nella speranza che Moira MacTaggert potesse aiutarla. Sull'isola, la genetista la sottopose a vari controlli che confermarono la completa sparizione dell'entità Malice dalla sua mente e rivelarono che i suoi poteri magnetici erano stati addormentati ed era per lei impossibile, in quel momento, accedervi nuovamente. La dottoressa teorizzò anche, che il trasferimento di poteri tra Lorna e Zaladane era stato possibile perché le due erano in effetti sorelle, confermando quindi la supposta parentela. Durante la permanenza sull'isola, Lorna usò le sue nuove capacità per dare sostegno agli X-Men durante l'attacco dei Reavers, gruppo di cyborg alla ricerca di Wolverine, ma le sue azioni destarono le attenzioni di Legione, figlio psicopatico di Xavier, che percependo in Lorna un nesso di energie negative, la imprigionò in una cella nei sotterranei del centro di ricerche. In realtà Legione era sotto l'influenza del Re delle Ombre, antico nemico di Xavier, che voleva utilizzare la ragazza come un portale per fuggire dal piano astrale e arrivare nel mondo reale. Durante la saga Il Re delle Ombre, l'isola Muir e il mondo vennero invasi da un'ondata sempre maggiore di violenza e solo gli sforzi combinati di X-Men e X-Factor riuscirono a riportare la normalità. Lorna venne infine salvata da Psylocke, la cui lama psichica disturbò il nesso di energia negativa e quindi la fonte di potere del Re delle Ombre. Questo segnò la sconfitta del nemico, che, combinata con la morte di Zaladane avvenuta poco tempo prima, permise a Lorna di ritornare alla sua forma normale e riacquistare i propri poteri magnetici. Come conseguenza degli ultimi eventi, i membri originali degli X-Men si riunirono al gruppo in carica, mentre Polaris entrò nel team governativo X-Factor insieme con Havok.

### X-Factor
In seguito, Lorna entrò a far parte del team mutante governativo conosciuto come X-Factor, sotto la supervisione di Valerie Cooper. Ritrovò Alex, e comprendendo di amarlo ancora, Decise di dare ancora una possibilità al loro rapporto. Tuttavia si ritrovò a fare i conti anche con Wolfsbane, che in seguito alle manipolazioni mentali subite a Genosha, aveva sviluppato un'ossessione nei confronti di Havok al punto di arrivare ad attaccarla in alcune esplosioni di gelosia. Dal canto suo, Polaris si dimostrò molto comprensiva nei suoi confronti e cercò di aiutarla, capendo molto bene cosa voleva dire essere manipolata dagli altri. Durante il tempo passato come membro di X-Factor, Lorna ebbe modo di seguire una sorta di crescita interiore, diventando sempre più indipendente e sicura di sé. Superò una volta per tutte il fatto di essere stata più volte posseduta e usata da altri, e mostrò un forte attaccamento al sogno di Xavier più di quanto lo stesso Alex non dimostrasse. Venne anche rivelato che la sua presenza nel gruppo era stata voluta dal governo per poterla utilizzare come arma contro un eventuale nuovo attacco di Magneto. Poco dopo, Polaris si ritrovò nuovamente a dover affrontare Malice, che non volendo essere legata in maniera definitiva alla mutante, scelse di possedere Alex. Solo l'unione della volontà di Havok e Polaris, permise ai ragazzi di liberarsi dell'entità, che nella sua forma incorporea morì tra le mani di Sinistro. Tempo dopo, Havok venne rapito da Bestia Nera e convinto a entrare a far parte di un gruppo terroristico. Mentre in X-Factor venivano inseriti membri come Sabretooth e Mystica, Polaris cominciò a chiedersi quale fosse realmente il suo posto all'interno del gruppo. Durante uno scontro, Lorna si ritrovò a combattere proprio contro Havok, che arrivò quasi a ucciderla. All'interno della base, Sabretooth tradì i suoi compagni di squadra, e tentò di eliminarli. A seguito di ciò, Polaris lasciò X-Factor, e quando mesi dopo Havok le rivelò di essersi comportato in quel modo perché lavorava sotto copertura, Lorna non riuscì a perdonarlo, sentendosi tradita nel profondo da lui. I due ebbero però modo di rappacificarsi tempo dopo, ma fu una pace di breve durata perché Havok morì (apparentemente) in seguito all'esplosione di un macchinario. Settimane dopo, Nightcrawler ritrovò Lorna all'interno di una chiesa. La ragazza gli confidò di essere certa che qualcuno la seguisse e che in realtà Alex non era morto.
Durante la saga Le Ere di Apocalisse venne rivelato che un gruppo di Skrull in combutta con Apocalisse stava in effetti pedinando Lorna per rubare l'uniforme di Havok che lei custodiva nel suo appartamento. In seguito la ragazza si unì agli X-Men nella battaglia contro il malvagio.
Arrivata in Egitto, Polaris scoprì di essere destinata a diventare un membro dei Dodici, un gruppo di mutanti, che, al contrario di quanto si era sempre creduto (sarebbero dovuti essere i salvatori del genere mutante), erano destinati a fornire ad Apocalisse l'energia necessaria per rinascere in un nuovo corpo. Qui, venne avvicinata da Magneto (anche lui membro dei Dodici), che stava subendo una progressiva diminuzione dei poteri. L'uomo sfruttò la capacità di Lorna di controllare i campi magnetici del pianeta, per utilizzarla come conduttore e aumentare i propri poteri.

### Accoliti
Dopo che Apocalisse venne sconfitto con il sacrificio di Ciclope, Polaris seguì Magneto a Genosha dove egli l'istruì nell'uso dei suoi poteri magnetici continuando però a sfruttarla, a sua insaputa, per mantenere attivi i propri. Lorna sperava di riuscire a influenzare positivamente l'uomo nel suo governo dell'isola, ma quando Magneto riacquisì il pieno controllo dei suoi poteri si sbarazzò della ragazza, e nonostante il suo tentativo di contrastarlo, l'uomo riuscì a sconfiggerla. Aiutata dai Vendicatori, Lorna fuggì da Genosha ma vi ritornò poco dopo con l'aiuto di Quicksilver, suo vecchio amico fin dalla militanza in X-Factor. Rimase nascosta a Genosha per poter aiutare, durante la tentata invasione del mondo da parte di Magneto, a trasportare i rifugiati nelle nazioni africane vicine. Dopo che gli X-Men sventarono il tentativo dell'uomo di scatenare una terza guerra mondiale, Polaris decise di rimanere a Genosha per poterne controllare le mosse.
In seguito all'attacco delle Megasentinelle da parte di Cassandra Nova, quasi l'intera popolazione mutante di Genosha venne sterminata. Lorna fu una dei pochi superstiti che gli X-Men ritrovarono.

### Trauma
Giunti dopo lo sterminio, un gruppo scelto di X-Men, fra cui da Fenice, Tempesta e Xavier, andò alla ricerca di superstiti e sotto un cumulo di macerie rinvennero una Lorna in evidente stato confusionale e completamente nuda. A seguito dei terrificanti avvenimenti e grazie al suo potere magnetico, la ragazza era stata trasformata in una sorta di scatola nera vivente. Il trauma di aver vissuto personalmente gli ultimi pensieri dei mutanti uccisi la sconvolsero a tal punto da rendere il suo carattere quasi schizofrenico. In questo stato psicologico instabile, Lorna venne riaccompagnata allo Xavier Institute e più volte fece riferimento a Magneto chiamandolo papà. Il suo già precario equilibrio venne nuovamente messo alla prova dal ritrovamento di Havok in stato comatoso. Una volta che l'uomo si risvegliò, Lorna, spinta dalla sua nuova e più oscura personalità, gli propose di sposarla. Durante le settimane seguenti, la ragazza si preparò alle nozze e sviluppò una forte antipatia, poi sfociata in odio, per Annie Ghazikanian, la nuova infermiera della scuola che mostrava un'evidente attrazione per Alex. Polaris, temendo che la sua relazione venisse compromessa, arrivò anche ad attaccare e ferire l'altra con i propri poteri. Lorna mostrò altre volte questo suo aspetto violento, e la situazione peggiorò il giorno delle nozze. Alex, che si era innamorato di Annie, e non era pronto per il matrimonio, l'abbandonò all'altare mettendola in ridicolo davanti a parenti e amici. Questo spinse Lorna a modificare il suo abito nuziale in una variante del costume di Magneto e a cercare di uccidere sia Havok sia Annie. In quello che fu il peggior episodio della sua schizofrenia, Lorna venne fermata dal Fenomeno, recente acquisto degli X-Men, e in seguito intraprese una terapia psichica con il professor Xavier per indagare sulle ragione di questo suo comportamento instabile e violento. L'uomo riportò a galla l'esperienza che Lorna aveva vissuto a Genosha, poco prima dell'attacco delle Sentinelle, e i test genetici che, sfruttando l'infermità di Magneto in seguito allo scontro con gli X-Men, aveva effettuato sui loro DNA, per scoprire se l'uomo era o no il suo vero padre. I test diedero conferma positiva: Magneto era il suo padre biologico; quasi nessuno all'interno degli X-Men ne fu davvero sorpreso. Il parlarne apertamente aiutò Lorna a superare la rabbia provata, arrivando ad accettare anche la relazione tra Alex e Annie.
Nelle settimane successive, la vita degli X-Men venne stravolta dall'attacco di Magneto, impersonante il guaritore Xorn, a New York, con la conseguente morte di Jean Grey e il trasferimento di Xavier a Genosha. Dopo la rifondazione dello Xavier Institute, con a capo Cicloper ed Emma Frost, Lorna si ritrovò nel team guidato da Havok, mentre l'Uomo Ghiaccio ammise di provare ancora qualcosa per lei. I due incominciarono a flirtare e in seguito tornarono brevemente insieme. Quando Annie lasciò l'istituto, Havok incominciò a provare gelosia del rapporto tra Lorna e Bobby, ammettendo, infine, di amarla ancora.

### Decimazione
In seguito agli avvenimenti della maxi-saga House of M e alla decimazione, molti mutanti a causa di Scarlet persero i loro poteri e Polaris fu tra di essi. In un primo momento cercò di tenerlo nascosto, ma messa di fronte alla cruda realtà, decise di rivelarlo ai compagni, che non ne furono molto sorpresi. Nonostante le fosse stato offerto di rimanere tra gli X-Men e risiedere allo Xavier Institute, Lorna scelse di andarsene per trovare ciò che aveva visto nello spazio, durante una precedente missione e che l'aveva tanto sconvolta. L'Uomo Ghiaccio si propose per partire assieme a lei, ma sia Emma Frost sia Ciclope glielo sconsigliarono, poiché i suoi poteri mutanti appena riguadagnati erano ancora instabili e pericolosi. Al contrario, Havok scelse di starle accanto e partì, assieme alla ragazza, a dispetto degli ammonimenti del fratello. Dopo molto vagabondare, i due trovarono in Costa Rica la creatura che Lorna cercava. Si trattava del misterioso Daap, un esserino alieno di colore verde che la ragazza capiva alla perfezione. Mentre erano nella foresta però, il gruppo venne raggiunto dalla vendicativa Regina Lebbrosa (nemica giurata di tutti i mutanti, che potrebbe essere, a sua insaputa, la perduta madre biologica di Lorna e Zaladane), e poco dopo apparve nel cielo anche una misteriosa sfinge con il volto di Apocalisse. Quando Alex, preoccupato che Daap avesse cattive intenzioni lo fece esplodere, questo si riformò, scomparendo poi assieme a Lorna, alla Regina Lebbrosa e alla sfinge. Tornato a casa, Alex portò con sé la notizia della presunta morte di Lorna incorrendo nelle ire dell'Uomo Ghiaccio.

### Cavaliere dell'Apocalisse: Pestilenza
Dopo aver rapito sia Lorna sia la Regina Lebbrosa, Apocalisse scartò quest'ultima a beneficio della prima per trasformarla in uno dei suoi nuovi Cavalieri. Trasportando la sfinge sopra lo Xavier Institute, cercò di convincere i mutanti in esso residenti a passare dalla sua parte tramite un subdolo stratagemma: scatenò il primo dei suoi Cavalieri, Carestia. Questo grazie ai suoi poteri pirici e agli scoppi di luce indusse nei mutanti una fame smisurata, saziabile solamente bevendo il sangue del malvagio. Nello stesso tempo inviò Pestilenza alla sede dell'Organizzazione Mondiale della Sanità a fare incetta di tutti i virus possibili per creare una nuova forma di peste con la quale affliggere l'umanità. Durante lo scontro con gli X-Men, la sfinge venne gravemente danneggiata e fu costretta a traslare in un altro luogo: la sede delle Nazioni Unite. Lì, i Vendicatori assieme agli X-Men e alle Sentinelle superstiti, diedero battaglia ad Apocalisse e ai suoi due più recenti Cavalieri, Guerra e Morte. Dopo la loro sconfitta, la morte di Guerra e la fuga di Carestia e Morte, Wolverine scoprì che sotto la corazza di Pestilenza si celava una rediviva Lorna, e Havok, temendo che potesse morire dopo i duri colpi che aveva ricevuto in battaglia e il suo quasi avvenuto annegamento, le praticò la rianimazione cardiopolmonare, riuscendo a salvarle la vita. A seguito di alcuni esami, Emma Frost e Bestia scoprirono che i nuovi poteri che Lorna manifestava, potevano sì sembrare quelli di Polaris, ma non erano più il risultato della sua mutazione, bensì degli esperimenti pericolosi e letali condotti su di lei personalmente da Apocalisse sfruttando la tecnologia dei Celestiali. Una volta ripresasi completamente, la ragazza decise di ritrovare se stessa e di capire in cosa fosse stata trasformata. La sua solitaria ricerca però, la portò solamente a essere il bersaglio di una setta avversa ad Apocalisse.

### Nello spazio

#### Ascesa e caduta dell'Impero Shi'ar
In Egitto, dove si trovava, Lorna fu soccorsa da un gruppo di X-Men reclutato appositamente per una missione. Assieme a Darwin, Havok, Marvel Girl, Nightcrawler, Warpath e Charles Xavier, Lorna partì alla volta dell'Impero Shi'ar con lo scopo di riuscire a fermare Vulcan, fratello redivivo di Alex, prima che distruggesse l'intera galassia e uccidesse Lilandra Neramani, ex-consorte di Xavier. La stretta vicinanza con Alex, riaccese i sentimenti che credeva ormai morti, e complice la fatalità della vita che si avvertiva tutto intorno, i due riallacciarono la loro relazione. Dopo essersi incoronato imperatore e aver quasi ucciso Xavier, Vulcan diede battaglia agli X-Men, che con l'aiuto dei Predoni Stellari e di Corsaro, padre di Alex, riuscirono a sconfiggerlo. Tuttavia dovettero pagare un caro prezzo: nell'infuriare della battaglia, Corsaro perì per mano di Vulcan e Lorna, Alex e Marvel Girl furono abbandonati nello spazio Shi'ar mentre Xavier, Nightcrawler, Warpath e Darwin furono costretti da Lilandra a fare ritorno sulla Terra.

#### Predoni Stellari
Rimasti nello spazio, i tre X-Men decisero di costituire una resistenza alle forze di Vulcan, in modo da riportare sul trono Lilandra Neramani. Assieme ad Alex e Rachel, Lorna diviene uno dei nuovi membri dei Predoni Stellari, e nella mini-serie Imperatore Vulcan la si vede partecipare agli scontri con le forze imperiali. Dopo la sconfitta degli Scy'ar Tal e dei Predoni per mano di Vulcan e dell'impero, Rachel, Korvus e Lilandra riescono a fuggire via mentre Polaris, Havok, Raza e Ch'od vengono catturati.

#### Kingbreaker
Decisi a liberare i propri compagni, Rachel, Korvus e Lilandra si scontrano con una parte della flotta Shi'ar; mentre Havok, costretto in una delle prigioni situata sui fondali di un pianeta marino, ascolta le urla di una torturata Polaris. Con gli ultimi residui di energia Havok forza la porta della cella e la raggiunge liberando contemporaneamente Raza e Ch'od. Arrivata al pianeta-prigione, Rachel impegna in combattimento la flotta mentre funge da collegamento con l'esterno per Korvus e Lilandra che si sono introdotti nella struttura di detenzione. Mentre Havok e i Predoni Stellari tentano di difendere le guardie Shi'ar dall'assalto dei detenuti evasi dalle celle dopo un blackout energetico, irrompe in un primo momento uno speciale team di delinquenti assoldati direttamente dall'imperatore con lo scopo di eliminare i Predoni, e poi Vulcan in persona affiancato dalla guardia imperiale. Dopo il duro scontro che segue questa apparizione, obbligato dalle ferite riportate da Deathbird e dagli ingenti danni arrecati alla struttura penitenziaria sull'orlo di un'esplosione Vulcan abbandona il campo di battaglia, così come i Predoni Stellari anche se contro il volere di Havok deciso a uccidere il fratello. Benché ancora bisognoso di recuperare le forze e privo dell'aiuto della forza Fenice ormai scomparsa e scorgendo sempre più vicine le nubi di una guerra interstellare, il gruppo decide di andare in cerca di aiuto presentandosi al matrimonio fra il kree Ronan l'Accusatore e l'inumana Crystal.

## Poteri e abilità
I poteri latenti, poi risvegliati, di Polaris le garantiscono il controllo sul magnetismo. Può inoltre manipolare a suo piacimento i campi magnetici terrestri per permetterle di volare e lanciare scariche elettromagnetiche in modo da fondere qualsiasi circuito in un dato raggio d'azione.
Sua caratteristica peculiare sono i capelli e gli occhi di un brillante verde smeraldo. Essi sono la prima manifestazione del suo essere mutante.
Al contrario di Magneto, non può utilizzare una grande quantità di energia e i suoi poteri sono di livello inferiore, ma pur sempre letali. Poiché ha preferito non usare attivamente i suoi poteri nelle situazioni di combattimento, non ha avuto modo di svilupparli al livello del padre.
A seguito della perdita dei propri poteri, per un certo periodo ha beneficiato della sua mutazione secondaria: la capacità di assorbire energia negativa presente intorno a sé e convertirla in energia, superforza, invulnerabilità e nella capacità temporanea di aumentare statura e massa.
A seguito del depotenziamento dei mutanti operato dalla sorellastra Scarlet, Polaris ha perduto i propri poteri. Grazie però alla tecnologia dei Celestiali in dotazione ad Apocalisse è riuscita a riacquistare, anche se in forma di simulacro tecnologico, i poteri magnetici perduti. Adesso riesce, inoltre, a creare campi di forza in cui sospendere persone e oggetti, e con i quali proteggersi da eventuali attacchi esterni. Riesce anche a percepire il mondo intorno a sé sotto forma di energia magnetica ed elettrica ed è in grado di percepire i campi magnetici naturali che circondano tutti gli esseri viventi.

## Altre versioni

### Ultimate
Nell'universo Ultimate, Lorna è un'attraente ragazza frequentante l'"Accademia del Domani", diretta da Emma Frost. Anche qui è legata sentimentalmente a Havok, però a differenza della sua controparte originale, ha avuto precedentemente una relazione con suo fratello minore Ciclope. Durante una missione i suoi poteri sfuggirono al controllo e uccise una dozzina di persone. Ancora sotto shock, non oppose resistenza quando gli Ultimates la rinchiusero nel Triskelion, fortezza per superumani. Una volta al suo interno, incontrò per la prima volta Magneto, che rimase affascinato dalla giovane e la utilizzò per evadere dalla prigione. Il posto dell'uomo venne preso da Mystica, mentre il nome di Polaris venne riabilitato e le fu permesso di tornare all'Accademia. Il suo cadavere, assieme a quelli di molti altri studenti, viene rinvenuto fra le macerie dell'Accademia durante Ultimatum.

### Era di Apocalisse
In questa realtà, Polaris è una dei prigionieri di Apocalisse e una cavia per gli esperimenti di Bestia Nera. I suoi poteri sono stati quasi del tutto assorbiti da Rogue durante una lotta tra le due quando erano ancora adolescenti, e dopo essere stata liberata dal prelato Scott Summers, ciò che accade di lei rimane un mistero.

### House of M
Nell'universo alterato da Scarlet, Magneto s'innamorò di Susanna Dane, una studentessa americana giunta in Europa con un progetto di scambio culturale. Frutto del loro amore fu Lorna. La ragazza crebbe in California e guardò il padre dichiarare guerra al mondo e riuscire a conquistarlo. Durante la rivolta degli eroi, si schierò al fianco del padre e combatté per difendere la famiglia reale.

## Altri media

### Cinema
- Nel film X-Men 2, il nome di Lorna appare nella lista di mutanti che Mystica sfoglia nell'ufficio di William Stryker.

### Televisione
- Nella serie televisiva The Gifted, Polaris è interpretata da Emma Dumont.

#### Animazione
- Polaris compare in Insuperabili X-Men. Nel corso dell'episodio "Uomo Ghiaccio", Uomo Ghiaccio si rivolge agli X-Men per ritrovarla scoprendo che la ragazza ha aderito al programma governativo X-Factor e ha cominciato una relazione con il compagno di squadra Havok. Appare anche nell'episodio "L'invasione della Falange" in aiuto di Bestia, Magneto, Forge, Warlock, Sinistro e Amelia Voght. Insieme tentano di sventare l'invasione dei Phalanx.
- Polaris compare in Wolverine e gli X-Men.

### Videogiochi
- Polaris compare in X-Men Legends II: L'Era di Apocalisse.